# 忘れな草賞
忘れな草賞（わすれなぐさしょう）は、日本中央競馬会（JRA）が阪神競馬場の芝2000mで施行する中央競馬のリステッド競走である。

## 概要
1984年に、第44回桜花賞前日の土曜日に阪神競馬場の4歳（現3歳）の別定の芝2000mのオープン特別競走として第1回が施行される。
1989年からは、桜花賞当日に開催されるようになる（1998年と2000年、2012年を除く）。
桜花賞と同じく、改修工事の行われた1991年と、阪神・淡路大震災の影響を受けた1995年には、京都競馬場で代替開催が行われている。
当競走に出走してくる馬は、クラシック競走である桜花賞を目指して調整されてきたが賞金が足りずに除外された、桜花賞の1600mが適性に合わない、オークス（優駿牝馬）を目指した賞金加算、といった目的での出走が多い（残念桜花賞とも呼ばれる）。 ただし、優先出走権を得られるトライアル競走ではないため、1着になれば賞金獲得順位によりオークスへの出走が濃厚にはなるものの、収得賞金が増えない2着以下は結局オークスに出走できない場合が多い。そのため、場合によっては優先出走権を得られる東京競馬場に遠征して、フローラステークスやスイートピーステークスに出走するため、出走予定馬が回避することもある。
トライアルであるスイートピーステークス以上に、本競走を経由してオークスで優勝する馬が存在している。これまでに以下の5頭が、忘れな草賞・オークスを連勝で優勝している。
- チョウカイキャロル（1994年）
- エリモエクセル（1998年）
- エリンコート（2011年）
- ミッキークイーン（2015年）
- ラヴズオンリーユー（2019年）

2019年の賞金は、1着2000万円、2着800万円、3着500万円、4着300万円、5着200万円。

## 歴史
- 1984年 - 阪神競馬場の4歳（現3歳）の別定の芝2000mの牝馬限定のオープン特別競走として施行。
- 1991年 - 阪神競馬場の改修工事により京都競馬場で代替開催。
- 1995年 - 阪神・淡路大震災の復旧工事により、京都競馬場で代替開催。
- 2019年 - 国際競走及びリステッド競走に指定される[2]。
- 2020年 - 新型コロナウイルス感染症（COVID-19）の流行及び改正・新型インフルエンザ等対策特別措置法32条に基づいて日本国政府から発令された新型コロナウイルス緊急事態宣言により、客を入れない「無観客競馬」かつ中央競馬所属馬のみで施行。

## 歴代優勝馬
コース種別を表記していない距離は、芝コースを表す。
馬齢は2001年以降の表記に統一する。
| 施行日        | 競馬場 | 距離  | 条件       | 優勝馬             | 性齢 | タイム | 優勝騎手   | 管理調教師 | 馬主                                 |
| ------------- | ------ | ----- | ---------- | ------------------ | ---- | ------ | ---------- | ---------- | ------------------------------------ |
| 1984年4月7日  | 阪神   | 2000m | オープン   | ダドリアバンブー   | 牝3  | 2:04.0 | 岩元市三   | 島崎宏     | 竹田辰一                             |
| 1985年4月6日  | 阪神   | 2000m | オープン   | ワンダーヒロイン   | 牝3  | 2:04.0 | 河内洋     | 湯浅三郎   | 山本信行                             |
| 1986年4月5日  | 阪神   | 2000m | オープン   | リワードシャンティ | 牝3  | 2:06.3 | 栗田伸一   | 鶴留明雄   | 宮崎忠比古                           |
| 1987年4月11日 | 阪神   | 2000m | オープン   | エリモシューテング | 牝3  | 2:03.5 | 猿橋重利   | 大久保石松 | 山本慎一                             |
| 1988年4月9日  | 阪神   | 2000m | オープン   | ホロトアイフル     | 牝3  | 2:03.2 | 田原成貴   | 伊藤修司   | 橳嶋孝司                             |
| 1989年4月9日  | 阪神   | 2000m | オープン   | メジロマリア       | 牝3  | 2:04.2 | 河内洋     | 浅見国一   | （有）メジロ牧場                     |
| 1990年4月8日  | 阪神   | 2000m | オープン   | トーワルビー       | 牝3  | 2:05.0 | 加用正     | 佐山優     | 斉藤一郎                             |
| 1991年4月7日  | 京都   | 2000m | オープン   | ツインヴォイス     | 牝3  | 2:02.0 | 河内洋     | 武田作十郎 | 樋口和弘                             |
| 1992年4月12日 | 阪神   | 2000m | オープン   | キョウワホウセキ   | 牝3  | 2:04.6 | 武豊       | 武邦彦     | 浅川吉男                             |
| 1993年4月11日 | 阪神   | 2000m | オープン   | カシワズビーナス   | 牝3  | 2:06.6 | 村本善之   | 山内研二   | 柏木善治郎                           |
| 1994年4月10日 | 阪神   | 2000m | オープン   | チョウカイキャロル | 牝3  | 2:02.7 | 小島貞博   | 鶴留明雄   | 新田嘉一                             |
| 1995年4月9日  | 京都   | 2000m | オープン   | イージーマインド   | 牝3  | 2:02.2 | 四位洋文   | 伊藤雄二   | （株）ロードホースクラブ             |
| 1996年4月7日  | 阪神   | 2000m | オープン   | ナナヨーストーム   | 牝3  | 2:01.2 | 石橋守     | 吉永猛     | 尾崎和助                             |
| 1997年4月6日  | 阪神   | 2000m | オープン   | ナイトクルーズ     | 牝3  | 2:04.9 | 南井克巳   | 坪憲章     | （有）社台レースホース               |
| 1998年4月11日 | 阪神   | 2000m | オープン   | エリモエクセル     | 牝3  | 2:02.7 | 四位洋文   | 加藤敬二   | 山本慎一                             |
| 1999年4月11日 | 阪神   | 2000m | オープン   | エフテービルサド   | 牝3  | 2:05.4 | 岡部幸雄   | 西塚安夫   | 深野茂雄                             |
| 2000年4月8日  | 阪神   | 2000m | オープン   | グランパドドゥ     | 牝3  | 2:01.4 | 河内洋     | 長浜博之   | （株）日本ダイナースクラブ           |
| 2001年4月8日  | 阪神   | 2000m | オープン   | アスクコマンダー   | 牝3  | 2:00.0 | 武幸四郎   | 伊藤雄二   | 廣崎利洋                             |
| 2002年4月7日  | 阪神   | 2000m | オープン   | ユウキャラット     | 牝3  | 2:00.6 | 池添謙一   | 鮫島一歩   | （株）アイテツ                       |
| 2003年4月13日 | 阪神   | 2000m | オープン   | マイネサマンサ     | 牝3  | 2:01.5 | 蛯名正義   | 中村均     | （株）サラブレッドクラブ・ラフィアン |
| 2004年4月11日 | 阪神   | 2000m | オープン   | ドルチェリモーネ   | 牝3  | 2:01.8 | 安藤勝己   | 松田博資   | （有）キャロットファーム             |
| 2005年4月10日 | 阪神   | 2000m | オープン   | ジェダイト         | 牝3  | 2:02.0 | 藤田伸二   | 池江泰郎   | （有）サンデーレーシング             |
| 2006年4月9日  | 阪神   | 2000m | オープン   | ニシノフジムスメ   | 牝3  | 2:05.0 | 藤田伸二   | 藤原英昭   | 西山茂行                             |
| 2007年4月8日  | 阪神   | 2000m | オープン   | ザレマ             | 牝3  | 2:01.3 | 四位洋文   | 音無秀孝   | 吉田照哉                             |
| 2008年4月13日 | 阪神   | 2000m | オープン   | ムードインディゴ   | 牝3  | 2:02.2 | 福永祐一   | 友道康夫   | 金子真人ホールディングス（株）       |
| 2009年4月12日 | 阪神   | 2000m | オープン   | デリキットピース   | 牝3  | 2:01.7 | 北村宏司   | 鹿戸雄一   | （有）社台レースホース               |
| 2010年4月11日 | 阪神   | 2000m | オープン   | モーニングフェイス | 牝3  | 2:02.3 | 藤岡佑介   | 矢作芳人   | 井高義光                             |
| 2011年4月10日 | 阪神   | 2000m | オープン   | エリンコート       | 牝3  | 2:02.4 | 後藤浩輝   | 笹田和秀   | 吉田照哉                             |
| 2012年4月7日  | 阪神   | 2000m | オープン   | キャトルフィーユ   | 牝3  | 2:05.1 | M.デムーロ | 角居勝彦   | （株）ロードホースクラブ             |
| 2013年4月7日  | 阪神   | 2000m | オープン   | セレブリティモデル | 牝3  | 2:03.7 | C.デムーロ | 牧田和弥   | （有）社台レースホース               |
| 2014年4月13日 | 阪神   | 2000m | オープン   | ディルガ           | 牝3  | 2:00.9 | 浜中俊     | 矢作芳人   | 前田葉子                             |
| 2015年4月12日 | 阪神   | 2000m | オープン   | ミッキークイーン   | 牝3  | 2:03.5 | 浜中俊     | 池江泰寿   | 野田みづき                           |
| 2016年4月10日 | 阪神   | 2000m | オープン   | ロッテンマイヤー   | 牝3  | 2:03.3 | 川田将雅   | 池添学     | （有）シルクレーシング               |
| 2017年4月9日  | 阪神   | 2000m | オープン   | ハローユニコーン   | 牝3  | 2:04.3 | 田辺裕信   | 鮫島一歩   | （株）CHEVALATTACHE                  |
| 2018年4月8日  | 阪神   | 2000m | オープン   | オールフォーラヴ   | 牝3  | 2:00.5 | 川田将雅   | 中内田充正 | （株）ロードホースクラブ             |
| 2019年4月7日  | 阪神   | 2000m | リステッド | ラヴズオンリーユー | 牝3  | 2:00.6 | M.デムーロ | 矢作芳人   | DMMドリームクラブ（株）              |
| 2020年4月12日 | 阪神   | 2000m | リステッド | ウインマイティー   | 牝3  | 2:03.6 | M.デムーロ | 五十嵐忠男 | （株）ウイン                         |
| 2021年4月11日 | 阪神   | 2000m | リステッド | ステラリア         | 牝3  | 1:58.0 | 福永祐一   | 斉藤崇史   | （有）社台レースホース               |
| 2022年4月10日 | 阪神   | 2000m | リステッド | アートハウス       | 牝3  | 2:00.3 | 川田将雅   | 中内田充正 | H.H.シェイク・ファハド               |
| 2023年4月9日  | 阪神   | 2000m | リステッド | グランベルナデット | 牝3  | 1:59.2 | 松山弘平   | 大竹正博   | DMMドリームクラブ（株）              |
| 2024年4月7日  | 阪神   | 2000m | リステッド | タガノエルピーダ   | 牝3  | 1:59.4 | 川田将雅   | 斉藤崇史   | 八木良司                             |
| 2025年4月13日 | 阪神   | 2000m | リステッド | サヴォンリンナ     | 牝3  | 2:03.5 | 北村友一   | 田中克典   | (株)G1レーシング                     |

### 競走結果の出典
- 1984年 - 「特別レース勝馬一覧」『優駿』1984年6月号、日本中央競馬会、136頁
- 1985年 - 「特別レース勝馬一覧」『優駿』1985年6月号、日本中央競馬会、144頁
- 1986年 - 2014年
  - JBISサーチ　2015年4月13日閲覧
    - 1986年，1987年，1988年，1989年，1990年，1991年，1992年，1993年，1994年，1995年，1996年，1997年，1998年，1999年，2000年，2001年，2002年，2003年，2004年，2005年，2006年，2007年，2008年，2009年，2010年，2011年，2012年，2013年，2014年，2015年，2016年，2017年，2018年